# Щелкуны-скрытноусы
Щелкуны-скрытноусы (лат. Adelocera) — род щелкунов из подсемейства Agrypninae.

## Экология
Большинство видов обитают в лесах. Проволочники развиваются в древесине и под корой гнилых деревьев.

## Систематика
В составе рода:
- Adelocera fasciata Linnaeus, 1758
- Adelocera lepidoptera
- Adelocera quercea
- Adelocera punctata
- Adelocera pygmaea (Baudi, 1871)